# Сорочья майна Альбертины
Сорочья майна Альбертины (лат. Streptocitta albertinae) — вид воробьиных птиц из семейства скворцовых (Sturnidae). Подвидов не выделяют. Эндемик островов Талиабу и Манголе (острова Сула). Видовое название дано в честь Альбертины Шлегель — жены  немецкого орнитолога и ихтиолога Германа Шлегеля.

## Описание
Сорочья майна Альбертины имеет характерное чёрно-белое оперение и длинный хвост; внешне похожа на сорок. Достигает длины 45 см, из которых 25 см приходится на хвост. Нижняя часть спины, крылья и хвост чёрного цвета, остальная часть тела белая. Большой участок голой кожи вокруг глаз тёмного цвета. Крепкий, несколько изогнутый книзу клюв жёлтого цвета. Ноги жёлтые. У молоди на макушке оперение коричневого цвета.
Вокализация представлена нисходящей серией из пяти скрипучих нот, которая напоминает звук открываемых ржавых ворот.

## Распространение и места обитания
Сорочья майна Альбертины — эндемик островов Талиабу и Манголе. Обитает в кроне высоких деревьев низменных лесов на высоте до 250 метров над уровнем моря, а также на сельскохозяйственных угодьях. Обычно встречается парами или небольшими группами.